# Dave Kearney
David R. Kearney (Dublino, 19 giugno 1989) è un rugbista a 15 irlandese che gioca come tre quarti ala con il Chicago Hounds nel Major League Rugby. È in grado di ricoprire anche il ruolo di estremo.

## Biografia
Come il fratello maggiore Rob, anche Dave Kearney praticò inizialmente il calcio gaelico, cominciando a dedicarsi più seriamente al rugby nel periodo in cui fu studente al Clongowes Wood College. Proveniente dall'accademia del Leinster, fece il suo debutto in prima squadra affrontando il Newport il 16 maggio 2009 in una partita valevole per il Pro12.
Dave Kearney entrò a far parte più stabilmente della formazione titolare nel corso della stagione 2010-11, giocando 13 partite e segnando in totale quattro mete. Durante quella stessa stagione ottenne anche il suo primo successo a livello di club, vincendo l'Heineken Cup. Due anni dopo vinse anche il suo primo Pro12.
Già nazionale under-20 e componente degli Ireland Wolfhounds, Kearney collezionò la sua prima presenza internazionale con l'Irlanda affrontando il 9 maggio 2013 le Samoa. L'anno seguente giocò in tutte e 5 le partite del vittorioso Sei Nazioni 2014. Fu poi convocato per disputare la Coppa del Mondo di rugby 2015, dove segnò una meta nella prima partita della fase a gironi vinta 50-7 contro il Canada.

## Palmarès
- Heineken Cup: 2
Leinster: 2010-11, 2011-12
- Champions Cup: 1
Leinster: 2017-18
- Challenge Cup: 1
Leinster: 2012-13
- Pro14: 6
Leinster: 2012-13, 2013-14, 2017-18, 2018-19, 2019-20, 2020-21